# Belfiore (Foligno)
Belfiore is een plaats (frazione) in de Italiaanse gemeente Foligno.